# Kara Kennedy
Pour les articles homonymes, voir Kennedy.
Kara Kennedy (27 février 1960 Bronxville (New York)- 16 septembre 2011 Washington) est une productrice de télévision et réalisatrice de films américaine. 
Elle est la fille de Edward Moore "Ted" Kennedy et Joan Bennett, et la nièce du président John Fitzgerald Kennedy (1917-1963).

## Biographie
Première née de Edward Moore "Ted" Kennedy et Joan Bennett, Kara naît l'année où son oncle John est élu Président des États-Unis (8 novembre 1960).
Elle a deux frères cadets :   
- Edward Moore Kennedy Jr. (1961)
- Patrick J. Kennedy (1967)

De son union avec Michael Allen (né en 1958), sont nés deux enfants :
- Grace Kennedy Allen (en 1994)
- Max Greathouse Allen (en 1996)

Kara, atteinte d'un cancer du poumon, est morte le 16 septembre 2011 d'une crise cardiaque à l'âge de 51 ans.